# Zorita de la Frontera
Zorita de la Frontera es un municipio y localidad española de la provincia de Salamanca, en la comunidad autónoma de Castilla y León. Se integra dentro de la comarca de la Tierra de Peñaranda. Pertenece al partido judicial de Peñaranda y a la Mancomunidad Zona de Cantalapiedra y Las Villas.
Su término municipal está formado por las localidades de Zorita de la Frontera y el despoblado de Aldehuela de las Flores, ocupa una superficie total de 32,13 km² y según los datos demográficos recogidos por el INE en el año 2017, cuenta con una población de 162 habitantes.

## Toponimia

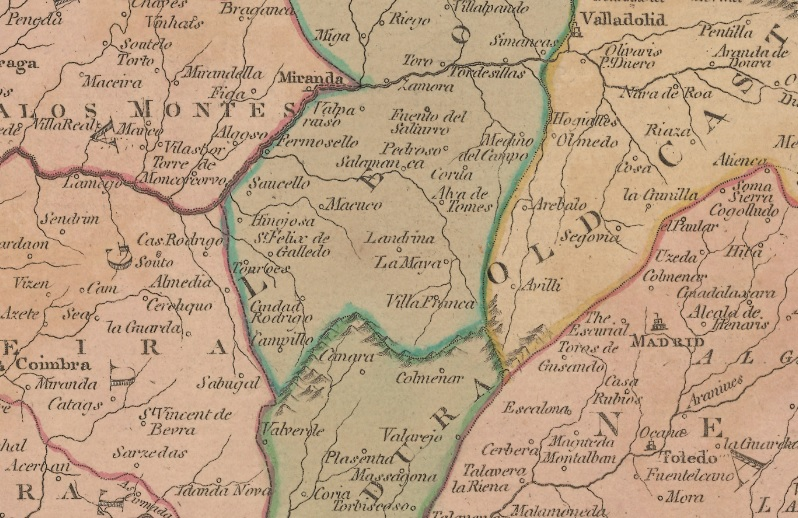
Detalle del mapa A new and accurate map of Spain & Portugal, realizado en 1700 por A. G. Whitehead, en el que se recoge Zorita como Corita.

El topónimo Zorita es posible que tenga un origen árabe, cuyo significado sea paloma azul. El término "de la frontera" se debe a que el pueblo estaba situado en la frontera de León y de Castilla durante los siglos XII y XIII, concretamente en el territorio adscrito al Reino de León.

## Historia
Su fundación se remonta a la repoblación efectuada por los reyes de León en la Edad Media, quedando integrado en el cuarto de Villoria, dentro de la jurisdicción de Salamanca y el Reino de León, denominándose entonces Çurita. Con la creación de las actuales provincias en 1833, quedó encuadrada en la provincia de Salamanca, dentro de la Región Leonesa, formando parte del partido de Peñaranda de Bracamonte.

## Geografía humana

### Demografía
Cuenta con una población de 152 habitantes (INE 2024).
| Gráfica de evolución demográfica de Zorita de la Frontera entre 1842 y 2021                                           |
| |
| Población de derecho según los censos de población del INE. Población de hecho según los censos de población del INE. |

### Núcleos de población
El municipio se divide en dos núcleos de población, que poseían la siguiente población en 2019 según el INE.
| Núcleo de población     | Población |
| ----------------------- | --------- |
| Zorita de la Frontera   | 164       |
| Aldehuela de las Flores | 0         |

## Símbolos

### Escudo
Escudo partido. 1.º en campo de plata, león rampante de gules, armado y coronado de oro. 2.º en campo de azur, pino arrancado de oro. Al timbre Corona Real cerrada.

### Bandera
Bandera rectagular de proporciones 2:3, formada por dos franjas verticales iguales, siendo blanca con león rampante rojo, armado y coronado de amarillo, la del asta y azul con pino arrancado amarillo la del batiente.

## Monumentos y lugares de interés
La iglesia, dedicada a San Miguel Arcángel, consta de tres naves, dos del siglo XV y la meridional del XVI. Los muros combinan el uso de ladrillo, tapial y sillería arenisca. La nave central está cubierta con un artesonado mudéjar del siglo XV. Posee a los pies una tribuna plateresca de madera del siglo XVI y el retablo mayor, churrigueresco, de finales del siglo XVII, junto con otros cuatro de un barroco más avanzado de mediados del siglo XVIII.

## Administración y política
| Partido político                         | 2019  | 2019  | 2019       | 2015  | 2015  | 2015       | 2011  | 2011  | 2011       | 2007  | 2007  | 2007       | 2003  | 2003  | 2003       |
| Partido político                         | %     | Votos | Concejales | %     | Votos | Concejales | %     | Votos | Concejales | %     | Votos | Concejales | %     | Votos | Concejales |
| Partido Popular (PP)                     | 48,77 | 79    | 4          | 63,51 | 94    | 4          | 64,94 | 113   | 4          | 61,43 | 129   | 5          | 60,34 | 140   | 5          |
| Partido Socialista Obrero Español (PSOE) | 31,48 | 51    | 1          | 31,08 | 46    | 1          | 30,46 | 53    | 1          | 35,71 | 75    | 2          | 30,17 | 70    | 2          |